# Inna Michailowna Tschurikowa

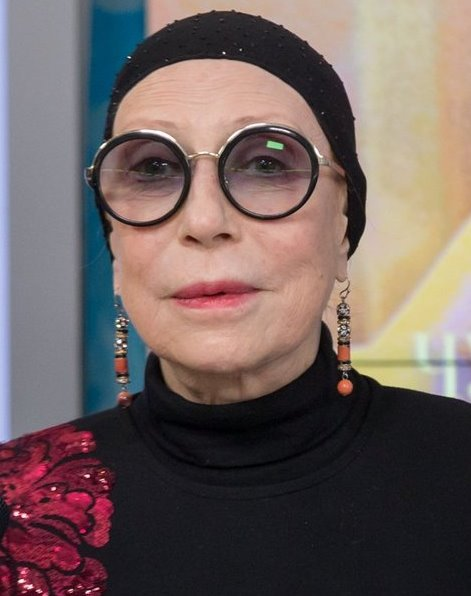
Inna Tschurikowa (2018)

Inna Michailowna Tschurikowa (russisch И́нна Миха́йловна Чу́рикова; * 5. Oktober 1943 in Belebei; † 14. Januar 2023 in Moskau) war eine russische Schauspielerin, die den Ehrentitel Volkskünstler der UdSSR trug.

## Leben
Tschurikowa wurde in der baschkirischen Stadt Belebei geboren und zog als Kind mit ihrer Mutter nach Moskau. Dort studierte sie an der Schtschepkin-Theaterhochschule und schloss sie 1965 ab. Bereits während des Studiums spielte sie in einigen bekannten sowjetischen Filmen, unter anderem in Georgi Danelijas Komödie Zwischenlandung in Moskau (1963).
Nach dem Abschluss der Theaterhochschule war sie zunächst als Schauspielerin im Moskauer Kinder- und Jugendtheater (russ. Театр юного зрителя) tätig. 1975 wechselte sie zum Theater des Leninschen Komsomol (Lenkom-Theater), wo sie bis zuletzt spielte. Dort wirkte sie unter anderem 1977 in einer Hamlet-Inszenierung von Andrei Tarkowski mit.
Ihre ersten größeren Filmrollen hatte sie in zwei Filmen von Gleb Panfilow, Durchs Feuer führt keine Furt (1968) und Hauptrolle für eine Unbekannte (1970). Für die zweitgenannte Rolle wurde sie 1971 von der Filmzeitschrift Sowjetski ekran zur besten sowjetischen Schauspielerin gewählt.
In den 2000er Jahren wirkte sie außerdem in mehreren landesweit bekannten TV-Serien mit. Tschurikowa, die mit Gleb Panfilow verheiratet war, starb am 14. Januar 2023 im Alter von 79 Jahren in Moskau.

## Filmografie (Auswahl)
- 1963: Zwischenlandung in Moskau (Ja schagaju po Moskwe)
- 1964: Junge Jahre (Gde ty teper, Maxim?)
- 1964: Abenteuer im Zauberwald (Morosko)
- 1965: Die Köchin (Strjapucha)
- 1968: Durchs Feuer führt keine Furt (W ogne broda net)
- 1970: Hauptrolle für eine Unbekannte (Natschalo)
- 1976: Ich bitte ums Wort (Proschu slowa)
- 1979: Das Thema (Tema) – zunächst verboten, erst 1987 aufgeführt
- 1979: Genau jener Münchhausen (Tot samy Mjunchgausen)
- 1983: Frontromanze (Wojenno-polewoi roman)
- 1983: Wassa (Wassa)
- 1987: Der Bote (Kurjer)
- 1990: Adams Rippe (Rebro Adama)
- 1994: Das Jahr des Hundes (God Sobaki)
- 2021: Gulag – 10 Jahre Hölle (Sto minut is schisni Iwana Denissowitscha)

## Auszeichnungen (Auswahl)
- 1977: Verdiente Künstlerin der RSFSR
- 1984: Silberner Bär als beste Darstellerin für Frontromanze
- 1985: Volkskünstlerin der RSFSR
- 1985: Staatspreis der RSFSR
- 1991: Volkskünstlerin der UdSSR
- 1991: Nika-Filmpreis als beste Schauspielerin für Adams Rippe
- 1997, 2007, 2013 und 2018: je Verdienstorden für das Vaterland
- 2004: Nika-Filmpreis als beste Nebendarstellerin für Благословите женщину
- 2019: Goldene Maske